# إن سي آي إس: نيو أورليانز
جميع الامريكيين (بالإنجليزية: NCIS: New Orleans)‏ هي مسلسل تلفزيوني درامي للجريمة الأمريكية تم بثه على شبكة سي بي إس منذ 23 سبتمبر 2014.

## روابط خارجية
- إن سي آي إس: نيو أورليانز على موقع IMDb (الإنجليزية)
- إن سي آي إس: نيو أورليانز على موقع ميتاكريتيك (الإنجليزية)
- إن سي آي إس: نيو أورليانز على موقع روتن توميتوز (الإنجليزية)
- إن سي آي إس: نيو أورليانز على موقع فيلمافينيتي (الإسبانية)
- إن سي آي إس: نيو أورليانز على موقع كينوبويسك (الروسية)
- إن سي آي إس: نيو أورليانز على موقع ألو سيني (الفرنسية)
- إن سي آي إس: نيو أورليانز على موقع قاعدة بيانات الفيلم (الإنجليزية)